# Конвой № 3109
Конвой № 3109 — японський конвой часів Другої світової війни, проведення якого відбувалось у січні 1944 року.
Пунктом призначення конвою був атол Трук (Чуук) у центральній частині Каролінських островів, де ще до війни створили потужну базу японського ВМФ, з якої до лютого 1944 року провадились операції у цілому ряді архіпелагів. Вихідним пунктом став розташований у Токійській затоці порт Йокосука (саме звідси традиційно вирушала більшість конвоїв на Трук).
До складу конвою увійшли транспорти «Косін-Мару» та «Госєй-Мару» під охороною кайбокана (фрегата) «Фукує» та переобладнаного сітьового загороджувача «Когі-Мару».
Загін, який рухався зі швидкістю 9,5 вузла, вийшов із порту 9 січня 1944 року. Його маршрут пролягав через кілька традиційних районів патрулювання американських підводних човнів, які зазвичай діяли поблизу східного узбережжя Японського архіпелагу, біля островів Оґасавара, Маріанських островів і на підходах до Труку. Враховуючи це, 23 січня неподалік від Труку до ескорту приєднались переобладнаний тральщик «Носіро-Мару № 2 Го» та переобладнаний сітьовий загороджувач «Кокко-Мару». У підсумку проходження конвою № 3109 відбулось успішно, і 24 січня він без втрат досягнув пункту призначення.
Можливо також відзначити, що станом на середину лютого 1944 року обидва транспорти конвою все ще залишались на Труку і 17 лютого під час потужного рейду американського авіаносного з'єднання «Госєй-Мару» було потоплене. «Косін-Мару» вціліло та загинуло вже в серпні з небойових причин.